# شهرستان لایون (نوادا)
شهرستان لایون یکی از شهرستان‌های ایالت نوادا در آمریکاست. با مساحت ۵.۲۲۱ کیلومتری مربع، جمعیتی معادل ۵۱.۹۸۰ نفری را بر طبق آمارهای سال ۲۰۱۰ در خود جای داده.

## پیوند
- وب‌گاه رسمی